# Nickel(II) oxalat
Nickel(II) oxalat là một hợp chất của nickel và acid oxalic với công thức hóa học NiC2O4.

## Điều chế

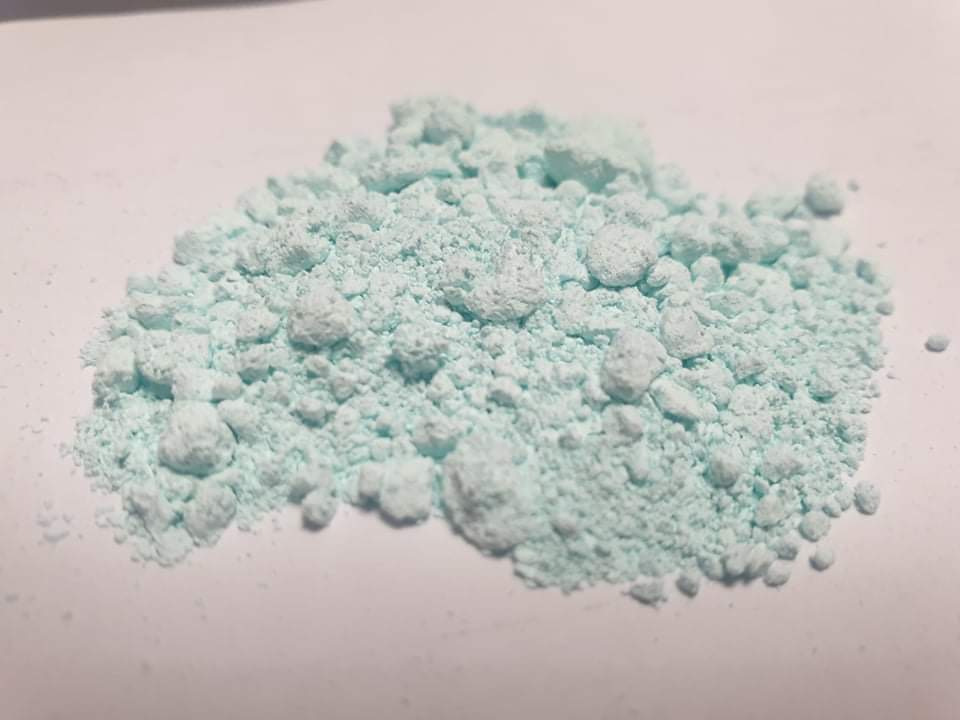
Mẫu nickel(II) oxalat

Có thể thu được nickel(II) oxalat bằng cách cho dung dịch muối nickel(II) phản ứng với acid oxalic, hoặc tốt hơn là oxalat kim loại kiềm, với kết quả là dihydrat được tạo thành.
{\displaystyle \mathrm {NiCl_{2}+K_{2}C_{2}O_{4}+2\ H_{2}O\longrightarrow NiC_{2}O_{4}\cdot 2\ H_{2}O\downarrow +\ 2\ KCl} }

## Tính chất và cấu trúc
Dưới dạng dihydrat, nickel(II) oxalat là chất rắn màu lục nhạt, thực tế không tan trong nước. Nó xuất hiện trong hai cấu trúc tinh thể khác nhau. Dạng β- có cấu trúc tinh thể trực thoi, dạng α có cấu trúc tinh thể đơn nghiêng. Khi đun nóng, chúng có thể được chuyển thành muối khan từ khoảng 150 ℃, do đó việc giải phóng nước của quá trình kết tinh là không hoàn toàn. Chất này phân hủy từ khoảng 280 ℃ thành nickel, nickel(II) oxide và carbon dioxide. Giống như các muối oxalat khan của nhiều kim loại khác, β-MC2O4, muối khan có cấu trúc tinh thể đơn nghiêng với nhóm không gian P21/n.
Bảng dưới đây thống kê thông số mạng tinh thể của nickel(II) oxalat (1 và 2 nước). Đơn vị cho α, β, γ: °. Đơn vị cho a, b, c: nm.
| Công thức   | Hệ tinh thể             | a       | b       | c       | α  | β       | γ  |
| ----------- | ----------------------- | ------- | ------- | ------- | -- | ------- | -- |
| NiC2O4·H2O  | ⸺                       | 1,1716  | 0,53217 | 0,9718  | 90 | 126,79  | 90 |
| NiC2O4·2H2O | hệ tinh thể đơn nghiêng | 1,17748 | 0,53328 | 0,9762  | 90 | 126,661 | 90 |
| NiC2O4·2H2O | hệ tinh thể trực thoi   | 0,53446 | 1,18422 | 1,57155 | 90 | 90      | 90 |

## Sử dụng
Nickel(II) oxalat là một sản phẩm trung gian trong sản xuất nickel và nickel(II) oxide (ví dụ: từ quặng và tái chế pin) đã qua sử dụng.

## Hợp chất khác
NiC2O4 còn tạo một số hợp chất với NH3, như NiC2O4·½NH3·3H2O là chất rắn màu dương nhạt-lục đến lục nhạt, NiC2O4·2NH3 là tinh thể màu lục, các hằng số a = 1,3491 nm, b = 0,66105 nm, c = 0,8882 nm, α = 90°, β = 129,631°, γ = 90°, D = 1,97 g/cm³. NiC2O4·6NH3 có màu tím.
Trong thí nghiệm với phức NiC2O4·4N2H4·2,5H2O vào năm 1973, các phức sau đây đã được phát hiện trong quá trình phân hủy:
- NiC2O4·0,18N2H4·0,5H2O – chất rắn màu xám lục có chấm đen;
- NiC2O4·N2H4 – chất rắn màu xanh dương-lục có chấm đen;
- NiC2O4·1,4N2H4 – chất rắn màu oải hương có chấm đen;
- NiC2O4·2N2H4·1,25H2O – chất rắn màu oải hương;
- NiC2O4·2,3N2H4·1,6H2O – chất rắn màu oải hương-hồng;
- NiC2O4·4N2H4·2H2O – chất rắn màu hồng.[15]

Trong thí nghiệm vào năm 1982, các phức sau đây đã được phát hiện:
- NiC2O4·N2H4 – chất rắn màu ngọc lam;
- NiC2O4·1,6N2H4 – chất rắn màu dương nhạt-oải hương;
- NiC2O4·2N2H4 – chất rắn màu tím;
- NiC2O4·2,7N2H4 – chất rắn màu tím;
- NiC2O4·3N2H4 – chất rắn màu hồng;
- NiC2O4·3,5N2H4 – chất rắn màu hồng nhạt-oải hương;
- NiC2O4·3,8N2H4 – chất rắn màu hồng nhạt-oải hương.[16]